# Мартиненко Олена Кирилівна
Олена Кирилівна Мартиненко (6 червня 1956,  Магадан — 11 вересня 2015, м. Суми) — майстриня пошиття народного одягу, член Національної спілки майстрів народного мистецтва України (2003).

## Біографія
Мартиненко Олена Кирилівна народилась 6 червня 1956 року в м. Магадан Російської Федерації. В 1980 році закінчила Вітебський індустріально-педагогічний технікум. Працювала керівником гуртка конструювання та моделювання одягу в Сумському Палаці дітей та юнацтва. Майстриня виготовляла жіночі та дівочі головні убори, сувенірні ляльки, жіночий одяг.
Померла в Сумах 11 вересня 2015 року.

## Досягнення
Брала участь у багатьох всеукраїнських та міжнародних виставках народного і декоративно-ужиткового мистецтва. 
2003 року була прийнята до Національної спілки майстрів народного мистецтва України.

## Твори
1997 р. — блуза «Слобожанська»
1999 р. — сувенірна лялька
2004 р. — сувенірна лялька
2006 р. — сувенірна лялька
2007 р. — костюм «Слобожаночка»
2008 р. — українські віночки